# Viișoara (Mureș)
Viișoara (Hongaars: Csatófalva) is een comună in het district Mureş, Transsylvanië, Roemenië. Het is opgebouwd uit drie dorpen, namelijk:
- Ormeniş
- Sântioana
- Viişoara (Hongaars: Csatófalva)

## Demografie
De bevolking is opgebouwd uit 1.191 (70%) Roemenen, 426 (25%) Roma, 51 (3%) Hongaren en 34 (2%) Duitsers.